# CIS 40GL
CIS 40GL je granátomet ráže 40 mm, který byl vyvinut na konci 80. let a vyráběn singapurským zbrojním dodavatelem SNS – Chartered Industries of Singapore (v současné době ST Kinetics). Granátomet používají především singapurské ozbrojené síly a policie, ale také bezpečnostní složky několika dalších zemí po světě.

## Uživatelé
- Itálie: Vyráběn v licenci firmou Luigi Franchi S.p.A. jako Franchi GLF-40.[2]
- Singapur
- Srí Lanka
- Česko: 601. skupina speciálních sil generála Moravce jej používá na samopal vzor 58[zdroj?]